# Björn Johansson
Björn Johansson (Vänersborg, Västra Götaland, 10 de setembre de 1965) és un ciclista suec, ja retirat, que competí en categoria amateur. El 1988 va prendre part en els Jocs Olímpics d'Estiu de Seül, on va guanyar la medalla de bronze en la prova de contrarellotge per equips. En el seu palmarès també destaca el Campionat de Suècia en ruta i de contrarellotge de 1988.

## Palmarès
- 1987
  -  Campió de Suècia en ruta
  -  Campió de Suècia en contrarellotge
- 1988
  -  Medalla de plata als Jocs Olímpics de Seül a la prova de Contrarellotge per equips, amb Michel Lafis, Anders Jarl i Jan Karlsson